# Alte St.-Georgs-Kirche (Milbertshofen)

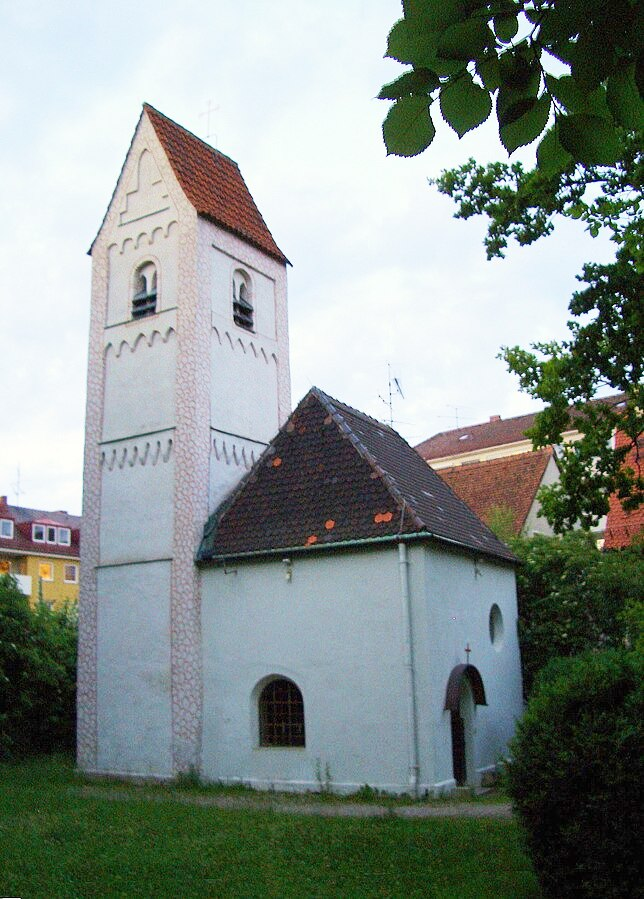
Ansicht von Südwesten

St. Georg ist ein gotisches Kirchengebäude am Alten St.-Georgs-Platz im Münchner Stadtteil Milbertshofen. Im Zweiten Weltkrieg wurde die Kirche zerstört; erhalten sind heute nur der noch der Turm und Reste des Chors, die zu einer Kapelle umgebaut wurden. Bedeutendstes Ausstattungsstück ist ein Flügelaltar von 1510.

## Geschichte

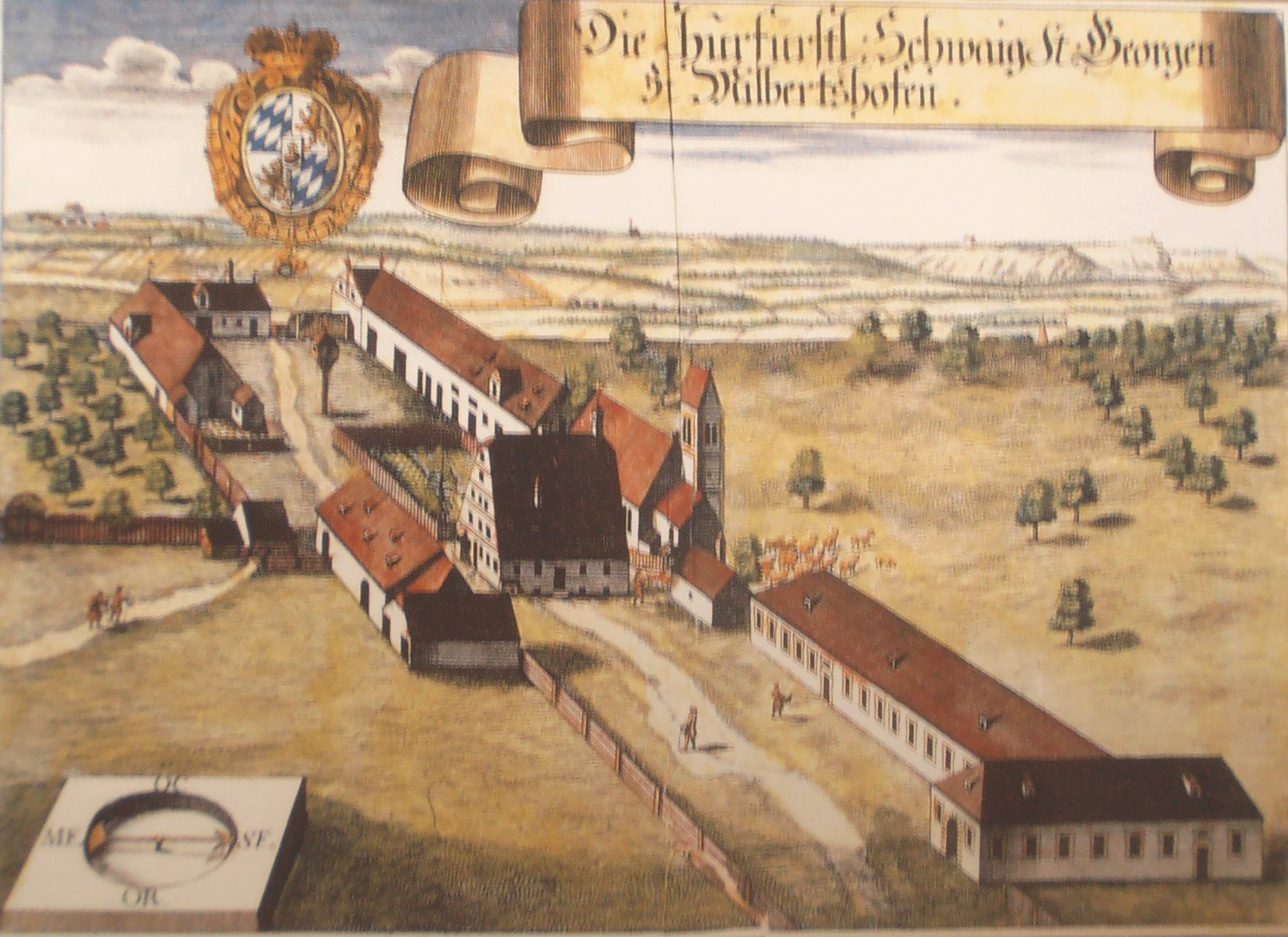
Milbertshofen 1701

Der heutige Stadtteil Milbertshofen entstand erst ab 1800 aus einer Schwaige, die bereits einige Jahrhunderte bestanden hatte. Ein Vorgängerbau der Kirche als Teil des Gutshofes wurde erstmals 1360 erwähnt. Für das Gebäude, dessen Reste heute noch erhalten sind, wird 1507 als Entstehungsjahr angegeben, wobei nicht bekannt ist, ob – und wenn, welche – Teile vom Vorgängerbau übernommen wurden, damit ist es das älteste erhaltene Bauwerk im Stadtteil. In dieser Zeit gehörte Milbertshofen dem Kloster Schäftlarn; Abt dort war Leonhard II. Schmid. Im Zweiten Weltkrieg wurde die Kirche weitgehend zerstört. Reste des Chores wurden 1950 zu einer Kapelle mit Walmdach umgebaut. In den 1970er Jahren entstanden Pläne für einen Wiederaufbau, bislang wurde aber nur der Turm 1997 in den ursprünglichen Zustand gesetzt. Dem Erhalt und der Pflege der alten St.-Georgs-Kirche widmet sich der Förderverein Alte St. Georgskirche Milbertshofen, er setzt sich für den Wiederaufbau des Langhauses ein.

## Gebäude und Ausstattung
Das Langhaus war einschiffig, mit Holzbalken gedeckt, den Eingang bildete eine Vorhalle im Süden. Die Wände der Kirche waren mit Renaissancefresken von Thomas Zehentmayer, einem Schüler von Hans Mielich, geschmückt, die lange Zeit übermalt, erst in den 1930er Jahren freigelegt worden waren.
Das Langhaus wurde bei einem Bombenangriff 1944 zerstört. Der stark eingezogene, rechteckige Chor trug ein Kreuzgratgewölbe, von dem nur noch Reste an den Wänden der heutigen Kapelle erhalten sind. An den Chor war eine Sakristei angebaut. Langhaus, Chor, Turm und Sakristei trugen Satteldächer. Die Fenster der Kirche waren spitzbogig, am Chor befand sich je eines an der Süd- und der Ostseite; der Übergang von Langhaus zum Chor bestand ebenfalls in einem Spitzbogen.
Zusammen mit dem Kirchenbau gingen das einfache Gestühl, die achteckige Kanzel und die beiden aus dem 19. Jahrhundert stammenden neugotischen Seitenaltäre zu Ehren der Muttergottes und des heiligen Andreas verloren. Erhalten sind dagegen ein spätgotisches Sakramentshäuschen im ehemaligen Chor und das bedeutendste Ausstattungsstück, ein um 1510 datierter Flügelaltar, der während des Krieges in das Bayerische Nationalmuseum ausgelagert war. Ebenfalls erhalten sind drei Reliquiare, Geschenke des Schäftlarner Abtes Leonhards III.

## Flügelaltar

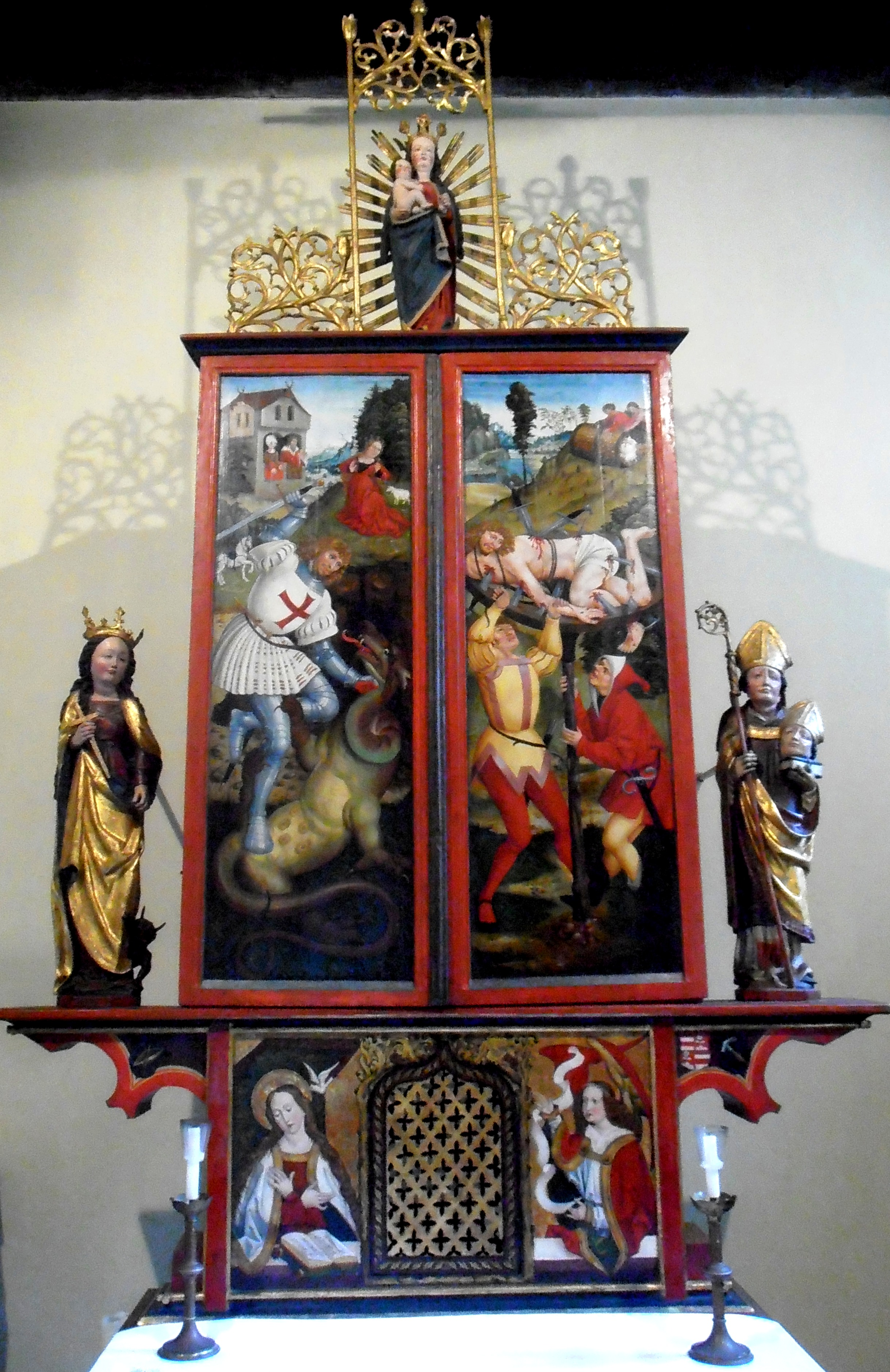
Altar geschlossen

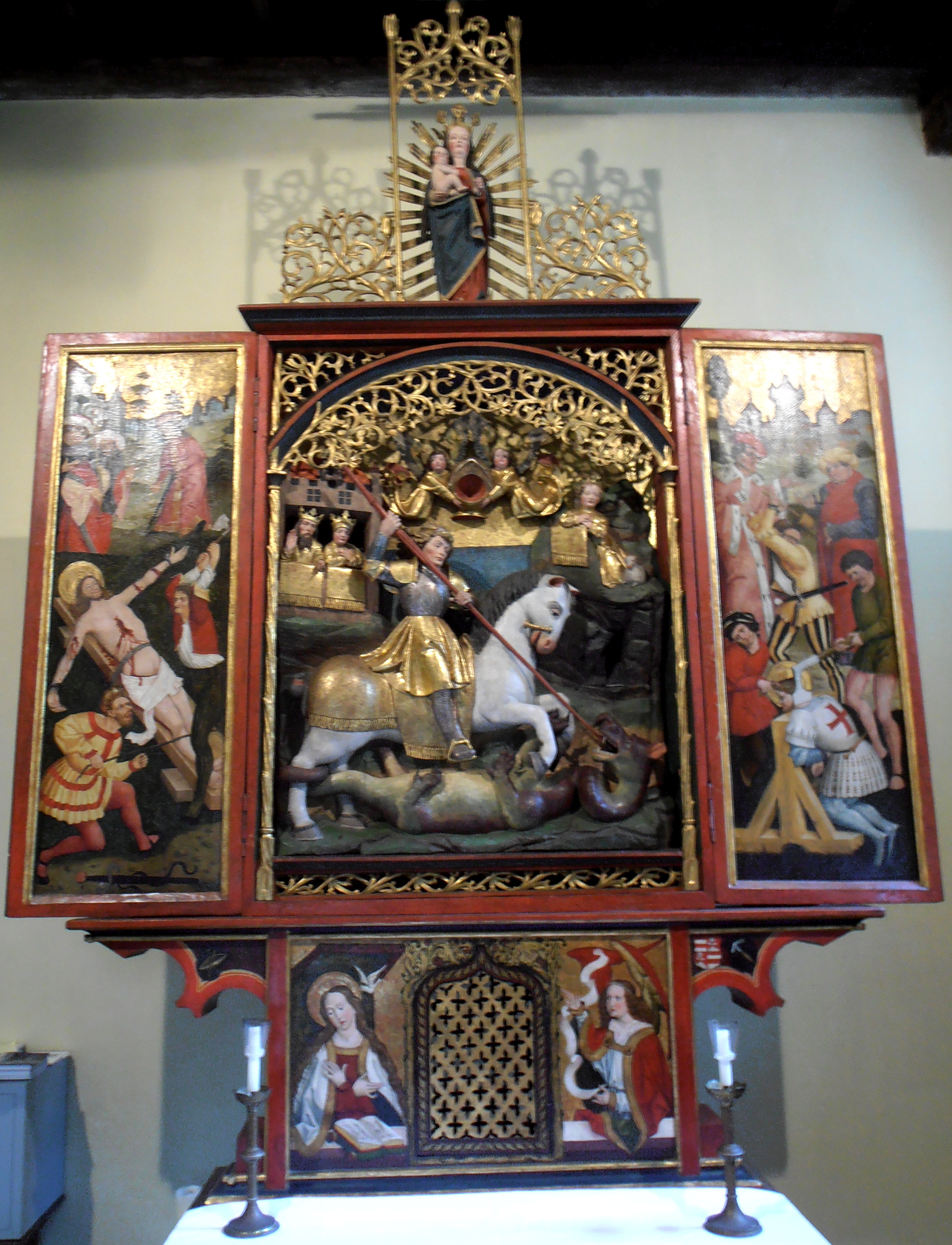
Altar geöffnet

Der Flügelaltar wird auf das Jahr 1510 datiert und einem unbekannten Meister aus dem Kreis um Erasmus Grasser und Jan Polack zugeschrieben.
Sein Aufbau folgt der klassischen Gliederung in Predella, Zentralschrein, Flügel und Gesprenge. Geschlossen zeigt der Altar seine Werktagsseite. Auf dem linken Flügel ist der Kampf des Heiligen Georg mit dem Drachen dargestellt, auf dem rechten die Räderung als Teil seines Martyriums. Sind die Flügel geöffnet, wie für Sonn- und Festtage vorgesehen, sieht man im Schrein die nochmalige – diesmal plastische – Darstellung des Drachenkampfes, auf de Innenseiten der Flügel die beiden weiteren Teile des Martyriums St. Georgs, links die Vierteilung und rechts die Enthauptung. Die Darstellung folgt der Tradition des 15. Jahrhunderts mit einer anschaulichen, detailreichen Bildersprache unter Einbeziehung der zeitgenössischen Kleidung und zeitgenössischer Waffen.
Der Altar ist im Lauf der Zeit viele Male restauriert und konserviert worden, so 1866 bis 1877 unter Joachim Sighart, danach wieder 1910, 1917 und 1925 bis 1929. Nach dem Zweiten Weltkrieg erfolgten 1969 erneute Restaurierungsarbeiten. Nachdem Rolf-Gerhard Ernst 1981 eine Notkonservierung und Restaurierung vorgenommen hatte, wurde der Altar in den 1990er Jahren durch sein Atelier regelmäßig gewartet und konserviert und durch dasselbe Atelier von 1996 bis 2003 einer umfangreichen Restaurierung unter Wiederherstellung der ursprünglichen Fassung unterzogen.
Der Standort des Altares war, abgesehen von seiner Auslagerung in das Bayerische Nationalmuseum während des Krieges und einer erneuten Auslagerung in die neue St.-Georgs-Kirche in Milbertshofen, ab 1985 stets die alte St.-Georgs-Kirche, in der er seit 2003 wieder seinen angestammten Platz gefunden hat.